# Austroeme gentilis
Austroeme gentilis là một loài bọ cánh cứng trong họ Cerambycidae.